# Мосавтодор
Государственное бюджетное учреждение «Мосавтодор» (сокращённо ГБУ «Мосавтодор») — государственное бюджетное учреждение Московской области, которое отвечает за ремонт и содержание региональных автомобильных дорог Подмосковья. Образовано в 1938 году.
В структуру предприятия входят 9 региональных управлений автомобильных дорог и 26 производственных комплексов для управления сетью региональных автодорог Московской области. Штатная численность учреждения составляет около 4 тысяч человек. Общая протяжённость подотчётной сети превышает 14,5 тысяч километров, также на балансе находятся 2 тысячи километров тротуаров и пешеходных дорожек, порядка 13 тысяч автобусных остановок. На 2018 год в учреждении было 1900 дорожных машин.

## История
В 1938 году СНК СССР принял постановление «Об управлении республиканским и местным дорожным хозяйством», по которому учреждалоись местные дорожные органы. 3 июля 1938 года было подписано Постановление Московского областного исполнительного Комитета Советов РК и КД № 36/26 «Об организации областного дорожного отдела и приемке от „Упшоссдора“ УНВД по Московской области». Образованная структура получила стала известна как «Мособлдоротдел», а первоначальный штат составлял 70 человек. Во главе Мособлдортдела стоял Матвей Перепелкин.
После войны в 1946—1947 годах Мособлдоротделом были отремонтированы 190 км дорог республиканского и областного значения с твёрдым покрытием и 1200 погонных метров мостов. В 1948—1949 годах были созданы машиннодорожные станции (МДС), которые могли бы выполнять больший объём работ по сравнению с действовавшими дорожноэксплуатационными участками и районными дорожными отделами. В 1949 году было образовано управление «Мособлдорстрой» с восемью МДС, в 1960 году переименовано в трест «Мособлдорстрой», а МДС переименованы в дорожно-строительные управления (ДСУ).
С 1959 по 1980 годы Мособлдорстроем создавалась сеть московских областных автомобильных дорог с твёрдым покрытием, составившая к 1971 году 10148 км. В 2002 году в структуру Мосавтодора вошло управление городских дорог Мособлдор, преобразованное в Центр управления городскими дорогами (ЦУГД). Также Мособлдорстрой объединился с управлением автомобильных дорог Московской области «Мосавтодор», в ведении которого была региональная сеть автодорог.
В 2013 году Мосавтодор был преобразован из Управления автомобильных дорог Московской области в государственное бюджетное учреждение.
В мае 2018 года поступили сообщения от ГУ МВД по Московской области о задержании заместителя генерального директора ГБУ «Мосавтодора» Сергея Титова, который в 2016 году организовал хищение суммы в размере 168 млн рублей: при его участии заключались контракты, работы по которым не выполнялись, однако регулярно оплачивались. Титову предъявили обвинения в мошенничестве в особо крупном размере.
В августе 2020 года Мосавтодор заключил с компанией «Спецтранссервис» контракт сроком на 1 год по ремонту дорожной техники, но подал сразу все 40 заявок на ремонт техники в течение 4 недель. Из-за того, что 22 заявки были выполнены с задержкой в сроках, Мосавтодор разорвал контракт, а обе компании подали друг на друга в суд (дело выиграл «Спецтранссервис»). Через год аналогичная история повторилась с ООО «Восточные ворота», которые не успели выполнить все 34 заявки на ремонт за те же указанные 4 недели: от согласования стоимости услуг в Мосавтодоре отказывались и при этом продолжали обвинять исполнителя в неисполнении заявки, хотя принимали отремонтированную технику без претензий по качеству. Контракт с «Восточными воротами» был расторгнут, а компания заключила контракт уже с другим предпринимателем. По факту таких действий прокуратура Московской области начала расследование против Мосавтодора.